# خون من (فیلم)
خون من (به هندی: Mera Lahoo) فیلمی محصول سال ۱۹۸۷ و به کارگردانی ویندرا است. در این فیلم بازیگرانی همچون گوویندا، کیمی کاتکار، گلشن گروور، راج کیران ایفای نقش کرده‌اند.